# Oscarinus odocoilis
Oscarinus odocoilis är en skalbaggsart som beskrevs av Robinson 1939. Oscarinus odocoilis ingår i släktet Oscarinus och familjen Aphodiidae. Inga underarter finns listade i Catalogue of Life.